# دومینیک پیر
دومینیک پیر (انگلیسی: Dominique Pire; ۱۰ فوریهٔ ۱۹۱۰ – ۳۰ ژانویهٔ ۱۹۶۹) یک برادر روحانی اهل بلژیک بود.
وی همچنین برنده جوایزی همچون جایزه صلح نوبل شده‌است.